# Gadalzen
Gadalzen est un groupe de folk rock français, originaire de Toulouse, en Haute-Garonne. Le groupe compte à son actif deux albums, Chromatophonies (2002), et Le Tourment des lunes (2005).

## Biographie
Gadalzen est formé par Jacob Fournel et Pierre Rouch en 1996 et fait partie de la scène occitane actuelle. Selon La Dépêche, « Gadalzen est né de la fusion de notes, de rythmes, de musiques réinventées par six musiciens issus de milieux plus différents les uns que les autres, mais quels musiciens! » Le groupe publie son premier album, Chromatophonies, en 2002,. Il est suivi en 2005 d'un deuxième album intitulé Le Tourment des lunes.
En 2005 et 2006, le groupe est inclus dans deux compilations de Planètes musique. Au début de 2006, le groupe joue à Colomiers. En 2009, le groupe se dirige vers le ciné-concert et prépare un troisième album axé sur de la musique de film. Ils s'occupent de l'orchestration musicale du film Les Temps modernes de Charlie Chaplin, diffusé à la salle Bonnaïs.

## Style musical
Le style musical de Gadalzen plonge ses racines dans le fonds traditionnel occitan, mais les membres du groupe s'en affranchissent dès les premières années de son existence, en composant des morceaux originaux, où rock, funk et improvisations jazz se mêlent au caractère « trad » donné par l'accordéon diatonique ou la cornemuse. L'album Le Tourment des lunes, comprend même l'intervention d'un orchestre à cordes formé pour l'occasion par le Conservatoire National de Région de Toulouse.  Il en résulte une musique hybride, un peu intellectuelle (les rythmes asymétriques et l'exploration de modes inusités sont courants chez Gadalzen) mais toujours intéressante et pleine d'énergie. L'originalité de la production fait qu'on pense souvent à de la musique pour RPG ou pour le cinéma. 

## Membres
- Jacob Fournel - tin whistle, low whistle
- Pierre Rouch - cornemuses (boha, bodega, gaeda…), clarin (hautbois de Bigorre)
- Ludovic Tadeusz Kierasinski - basse
- Alem Alquier - guitare, bouzouki, chant
- Marc Serafini - accordéon diatonique
- (occasionnellement) Josselin Fournel - batterie, percussions

## Discographie
- 2002 : Chromatophonies
- 2005 : Le Tourment des lunes (distinction des Bravos Trad Magazine)